# HMS Rainbow (N16)
HMS Rainbow (N16) là một tàu ngầm của Hải quân Hoàng gia Anh, là chiếc dẫn đầu của  lớp Rainbow, được chế tạo vào đầu thập niên 1930. Nó là chiếc tàu chiến thứ chín của Hải quân Anh được đặt cái tên này, là tên tiếng Anh của cầu vồng. Nhập biên chế năm 1932, nó được phái sang phục vụ tại Viễn Đông cho đến khi Chiến tranh Thế giới thứ hai bùng nổ, và được điều về tăng cường cho lực lượng tại Địa Trung Hải khi Ý tuyên chiến với Pháp. Rainbow bị mất tích trong một chuyến tuần tra ngoài khơi Calabria từ ngày 25 tháng 9, 1940, và được tin là đã bị đắm sau khi va chạm với tàu buôn Ý Antonietta Costa vào ngày 4 tháng 10, 1940.

## Thiết kế và chế tạo

### Thiết kế
Lớp Rainbow được thiết kế như phiên bản cải tiến của  lớp Parthian dẫn trước, và dự định có tầm hoạt động xa nhằm phục vụ tại Viễn Đông. Chúng có chiều dài chung 287 foot 2 inch (87,5 m), mạn tàu rộng 29 foot 10 inch (9,1 m) và mớn nước trung bình 13 foot 10 inch (4,2 m). Con tàu có trọng lượng choán nước khi nổi 1.772 tấn Anh (1.800 t) và 2.030 tấn Anh (2.063 t) khi lặn. Lớp Rainbow có thủy thủ đoàn bao gồm 56 sĩ quan và thủy thủ, và có độ sâu lặn thử nghiệm tối đa 300 ft (91 m).
Khi di chuyển trên mặt nước, lớp Rainbow được cung cấp động năng từ hai động cơ diesel công suất 2.200 mã lực phanh (1.641 kW), mỗi chiếc dẫn động một trục chân vịt. Khi lặn mỗi trục chân vịt được dẫn động bởi một động cơ điện 660 mã lực (492 kW). Lớp Rainbow đạt được tốc độ tối đa 17,5 kn (32,4 km/h) trên mặt nước và 9 hải lý trên giờ (17 km/h; 10 mph) dưới nước. Chúng có tầm hoạt động tối đa 7.050 hải lý (13.060 km) ở tốc độ đường trường 9,2 hải lý trên giờ (17,0 km/h; 10,6 mph) khi nổi, và 62 hải lý (115 km; 71 mi) ở tốc độ 4 hải lý trên giờ (7,4 km/h; 4,6 mph) khi lặn.
Con tàu được trang bị sáu ống phóng ngư lôi 21 in (530 mm) trước mũi, và thêm hai ống phóng phía đuôi tàu. Nó mang thêm sáu ngư lôi để nạp lại, nâng tổng cộng ngư lôi mang theo là 14 quả. Nó cũng được trang bị một hải pháo QF 4,7 in (120 mm) Mk IX trên boong tàu.

### Chế tạo
Rainbow được đặt hàng vào ngày 28 tháng 1, 1929, và được đặt lườn tại Xưởng tàu Chatham tại Chatham, Kent vào ngày 24 tháng 7, 1929. Nó được hạ thủy vào ngày 14 tháng 5, 1930, và nhập biên chế cùng Hải quân Hoàng gia Anh vào ngày 18 tháng 1, 1932.

## Lịch sử hoạt động
Rainbow mắc tai nạn mắc cạn trong eo biển Manche ngoài khơi Ventnor, đảo Wight vào ngày 22 tháng 1, 1932. Nó nổi trở lại được cùng trong ngày hôm đó.
Rainbow đã phục vụ tại Viễn Đông cho đến năm 1940, và sau khi Chiến tranh Thế giới thứ hai bùng nổ, nó được điều về tăng cường cho lực lượng tại Địa Trung Hải khi Ý tuyên chiến với Pháp. Chiếc tàu ngầm khởi hành vào ngày 23 tháng 9, 1940 cho một chuyến tuần tra ngoài khơi Calabria, sẽ phải quay trở về Alexandria, Ai Cập vào ngày 16 tháng 10, và nó đã báo cáo về căn cứ lần cuối cùng vào ngày 25 tháng 9. Nhiều khả năng Rainbow đã bị đắm vào ngày 4 tháng 10 do va chạm với chiếc Antonietta Costa. Chiếc tàu buôn Ý, di chuyển trong thành phần một đoàn tàu vận tải xuất phát từ Albania, báo cáo đã va chạm với một vật thể ngầm dưới nước lúc 03 giờ 30 phút, và sau đó nghe thấy một vụ nổ ngầm lớn dưới nước.
Mãi cho đến năm 1988 các sử gia vẫn cho rằng HMS Rainbow đã bị tàu ngầm Ý Enrico Toti đánh chìm. Thực ra tàu ngầm bị Enrico Toti đánh chìm là chiếc HMS Triad.